# Анаялейтър
„Анаялейтър“ (на английски: Annihilator) е канадска спийд/траш метъл банда, сформирана през 1984 година от китариста Джеф Уотърс в Отава, Канада.
В първоначалния състав влизат още Джон Бейтс (вокал), Пол Малек (барабани) и Дейв Скот (бас). Групата има над един милион продадени копия на записите си в целия свят.

## Дискография
- Welcome to Your Death (демо) (1985)
- Phantasmagoria (демо) (1986)
- Alison Hell (демо) (1988)
- Alice in Hell (1989)
- Never, Neverland (1990)
- Set the World on Fire (1993)
- Bag of Tricks (сборен) (1994)
- King of the Kill (1994)
- Refresh the Demon (1996)
- In Command (концертен) (1996)
- Remains (1997)
- Criteria for a Black Widow (1999)
- Carnival Diablos (2001)
- Waking the Fury (2002)
- Double Live Annihilation (концертен) (2003)
- All for You (2004)
- The Best of Annihilator (сборен) (2004)
- Schizo Deluxe (2005)
- Metal (2007)
- Live At Masters of Rock (концертен) (2009)
- Annihilator (2010)
- Total Annihilation (сборен) (2010)
- Feast (2013)
- Suicide Society (2015)
- For the Demented (2017)
- Ballistic, Sadistic (2020)

## Музиканти

### Настоящи
- Джеф Уотърс – китари, вокал, бас
- Дейв Падън – вокал, китари
- Ал Кампузано – бас
- Фло Моние – барабани

| - Джон Бейтс – вокал - Денис Дюбо – вокал - Ранди Рампадж – вокал - Кобърн Фар – вокал - Арън Рандъл – вокал - Джо Комо – вокал - Дейв Шелдън – бас - Райън Ахоф – барабани | - Дейв Скот – бас - Уейн Дарли – бас - Дейв Дейвис – бас - Кам Диксън – бас - Лу Буждосо – бас - Ръсел Бергквист – бас - Сандор де Бретан – бас | - Браян Диймън – бас - Пол Малек – барабани - Ричард Дет – барабани - Рей Хартман – барабани - Майк Манджини – барабани - Ранди Блек – барабани - Дейв Макандър – барабани | - Роб Фалзано – барабани - Тони Чапеле – барабани - Алекс Ланденбург – барабани - Майк Хершоу – барабани - Нийл Голдбърг – китари - Кюран Мърфи – китари - Дейв Дейвис – китари |